# エルミート多項式
エルミート多項式（-たこうしき、英: Hermite polynomial）は、常微分方程式
{\displaystyle \left({\frac {d^{2}}{dx^{2}}}-2x{\frac {d}{dx}}+2n\right)H_{n}(x)=0}
を満たす多項式{\displaystyle H_{n}(x)}のことを言う。
またこの微分方程式はスツルム＝リウヴィル型微分方程式の一つである。
エルミート多項式は重み関数を{\displaystyle e^{-x^{2}}}として、次の直交性を持つ。
{\displaystyle \int _{-\infty }^{\infty }H_{m}(x)H_{n}(x)e^{-x^{2}}dx={\sqrt {\pi }}2^{n}n!\delta _{m,n}}
ここで{\displaystyle \delta _{m,n}}はクロネッカーのデルタである（{\displaystyle m=n}のとき1, それ以外では0）。
ロドリゲスの公式で表すと、
{\displaystyle H_{n}(x)=(-1)^{n}e^{x^{2}}{\frac {d^{n}}{dx^{n}}}e^{-x^{2}}}
これにより、エルミート多項式は以下の漸化式を満たすことがわかる。
{\displaystyle {\begin{aligned}H_{n+1}(x)&=2xH_{n}(x)-2nH_{n-1}(x)\\{\frac {d}{dx}}H_{n}(x)&=2nH_{n-1}(x)\\{\frac {d}{dx}}H_{n}(x)&=2xH_{n}(x)-H_{n+1}(x)\end{aligned}}}
母関数は
{\displaystyle S(x,y)=\exp(-y^{2}+2xy)=\sum _{n=0}^{\infty }H_{n}(x){\frac {y^{n}}{n!}}}
である。周回積分で表すと
{\displaystyle H_{n}(x)=\oint _{C}dz~{\frac {\exp(-z^{2}+2xz)}{z^{n+1}}}}
ここで {\displaystyle C} は原点を囲む反時計回りの経路である。
陽に表せば
{\displaystyle H_{n}(x)=n!\sum _{m=0}^{\lfloor n/2\rfloor }{\frac {(-1)^{m}}{m!(n-2m)!}}(2x)^{n-2m}}
である。ここで{\displaystyle \lfloor \cdot \rfloor }は床関数である。
最初の幾つかを挙げると、
{\displaystyle {\begin{aligned}H_{0}(x)&=1\\H_{1}(x)&=2x\\H_{2}(x)&=4x^{2}-2\\H_{3}(x)&=8x^{3}-12x\\H_{4}(x)&=16x^{4}-48x^{2}+12\\H_{5}(x)&=32x^{5}-160x^{3}+120x\end{aligned}}}
エルミート多項式は量子化された調和振動子の波動関数の一部としてその姿を現す。
また、正規関数のフーリエ共役関数もまた正規関数であることを示す。